# Новочановский сельсовет
Новочановский сельсовет — сельское поселение в Барабинском районе Новосибирской области Российской Федерации.
Административный центр — село Новочановское.

## История
Статус и границы сельского поселения установлены Законом Новосибирской области от 2 июня 2004 года № 200-ОЗ «О статусе и границах муниципальных образований Новосибирской области»

## Население
| 2002  | 2010  | 2012  | 2013  | 2014  | 2015  | 2016  |
| ----- | ----- | ----- | ----- | ----- | ----- | ----- |
| 2369  | ↘1968 | ↗1969 | ↘1963 | ↘1900 | ↘1861 | ↘1835 |
| 2017  | 2018  | 2019  | 2020  | 2021  |       |       |
| ↘1831 | ↘1814 | ↘1768 | ↘1758 | ↘1695 |       |       |

## Состав сельского поселения
| № | Населённый пункт | Тип населённого пункта       | Население |
| - | ---------------- | ---------------------------- | --------- |
| 1 | Голованово       | посёлок                      | ↘145      |
| 2 | Кармакла         | деревня                      | ↘410      |
| 3 | Новочановское    | село, административный центр | ↘878      |
| 4 | Сизево           | деревня                      | ↘269      |
| 5 | Усть-Тандовка    | деревня                      | ↘266      |